# Wilhelm Raabe
Wilhelm Raabe, född 8 september 1831 i Eschershausen i Niedersachsen, död 15 november 1910 i Braunschweig, var en tysk författare, en av de viktigaste företrädarna för den poetiska realismen.
Kända verk inkluderar Die Chronik der Sperlingsgasse (1857), Der Hungerpastor (1864), Der Schüdderump (1870) och Stopfkuchen. Eine See- und Mordgeschichte (1891). Raabe föddes Eschershausen utanför Braunschweig, gick i lära för att bli bokhandlare men avbröt detta för att studera i Berlin. Han levde senare i Wolfenbüttel och Stuttgart innan han flyttade till Braunschweig 1870.
Hans verk är pessimistiska, vilka de blev efter att Arthur Schopenhauer fått inflytande över Raabe, men Raabe använde även humor för att kritisera dåliga förhållanden i samhället.

## Eftermäle
Asteroiden 14366 Wilhelmraabe är uppkallad efter honom.

## Böcker översatta till svenska
- Hungerprästen, 1914, även 1945 i "Modern världslitteratur: de levande mästerverken, 25" (Der Hungerpastor)
- Sao Thomé; Gässen i Bützow, 1960
- Svarta galären, 1966 (Die schwarze Galeere)